# Sardijnse grootoorvleermuis
De Sardijnse grootoorvleermuis (Plecotus sardus) is een grootoorvleermuis.

## Kenmerken
De Sardijnse grootoorvleermuis lijkt op de bruine grootoorvleermuis door de bruinachtige kleur van zijn rug en de lengte van zijn duim, maar op de grijze grootoorvleermuis door de witte kleur van zijn buik, de breedte van zijn tragus en de lengte van zijn arm, en op de berggrootoorvleermuis door het uiterlijk van zijn penis. Hij verschilt echter van alle Europese grootoorvleermuizen in de lengte van zijn tragus en het uiterlijk van zijn baculum. Van de Balkangrootoorvleermuis (Plecotus teneriffae kolombatovici) verschilt hij ook nog door de lengten van zijn armen en oren.

## Verspreiding
Deze soort komt voor op Sardinië. De soort is pas in 2003 ontdekt en is het nauwste verwant aan de groep van de berggrootoorvleermuis (P. macrobullaris) en de bruine grootoorvleermuis (P. auritus).